# Jean Vander Pyl
Jean Vander Pyl, född 11 oktober 1919 i Philadelphia död 10 april 1999 i Kalifornien, amerikansk skådespelare, mest berömd för att gjort Wilma Flintas röst från och med 1960 i TV-serien Familjen Flinta.
Vander Pyl försåg också Wilmas och Freds dotter Pebbles med sin röst.